# 词尾音脱落
词尾音脱落（英語：apocope）是指词尾元音的省略。从广义上讲，该术语可以指任何词尾音（包括辅音）的省略。

## 示例
- 拉丁语  → 葡萄牙语  (海)
- 通俗拉丁语  → 西班牙语  (面包)
- 通俗拉丁语  → 法语  (狼)
- 原始日耳曼语 *landą → 古、中古与现代英语 land
- 古英语 lufu → 现代英语 love (名词)
- 古英语 lufian → 现代英语 love (动词)